# Sjöstad, Karlstad
Sjöstad är en stadsdel i Karlstad, avgränsad i norr av Kroppkärrssjön i söder av Örsholmsfåran. Bebyggelsen består i huvudsak av villor, men i stadsdelen finns också Karlstads reningsverk.